# ふたりは友達? ウィル&グレイス
『ふたりは友達? ウィル&グレイス』（Will & Grace）は、アメリカ合衆国のシットコム。1998年9月21日から2006年5月18日まで米NBCで計8シーズン放映され、エミー賞を複数受賞している。
2017年秋より、米国NBCで新シリーズ放送。4名の主要キャストが再結集し、第9シーズンの16エピソードを放送した。今後18エピソード分の第10シーズン、第11シーズンが予定されている。

## 概要
ニューヨークを舞台に、ゲイのエリート弁護士のウィル・トゥルーマンと、インテリアデザイナーのグレイス・アドラー、グレイスの助手カレン・ウォーカーとウィルの友人ジャック・マックファーランドの4人が繰り広げる騒動を描く。カレンのメイドであるロザリオも重要なキャラクター。
毎回始まりに、グレイスが朝方ウィルの部屋にやってきて、勝手に朝食を取るシーンが多い。途中、グレイスが結婚したりするため、一時的にその回数が少なくなるものの、基本的にはウィルのアパートでのシーンは多い。なお、第8シーズンにて二度、ロスアンゼルスのスタジオで生放送で収録した回がある。
エミー賞は第1シーズンと第8シーズン以外で作品賞の候補となり、第2シーズンで受賞している。また、主要キャスト4人はカレン役のメーガン・ムラリーは二度、他の3人も一度ずつ演技部門を受賞している。
アメリカでは最終シーズンである第8シーズンのDVDセットが2008年9月16日に発売開始、これで第1 - 8全シーズンのDVDが本国で発売済みとなった（全シーズン収録の完全版DVD BOXセットもamazon.comで発売されている）。

## キャスト

### レギュラー
ウィル・トゥルーマン（日本語吹替：堀内賢雄）：エリック・マコーマック
ニューヨークに住むスマートなゲイ弁護士。グレイスとは長い付き合いで無二の親友。コロンビア大学に入学し、パーティーに潜り込んでいた当時高校生のジャックと出会うまで、20年近くストレートのフリをしてきた。カミングアウトの前にグレイスとストレートのふりをしてデートをしており、グレイスとはそれが原因で1年近く絶縁していた経験もあるが、現在では親友を超えた関係にある。全てにおいて完璧な人間を演じたい願望があるものの、実は表層的な部分も持ち合わせる。かつては個人事務所を持っていたが、表層的な性格が災いして潰してしまった。その後、大手の弁護士事務所「デューセッド&スタイン」にスカウトされて入社し、それがきっかけで、ウォーカー家の顧問弁護士となる。髪が後退してきていること、頭が大きいことをカレンやジャックにからかわれ、本人もかなり気にしている。カレンとは対照的な性格をしているため、ドラマの序盤ではカレンとうまくいっていなかったが、グレイスとジャックの行動を通じ、いつの間にかそこそこの関係になった。7年間付き合っていた彼氏と別れた所からドラマは始まり、中盤に複数彼氏が出来る。終盤には、元彼であるヴィンスと関係を戻す。
グレイス・アドラー（勝生真沙子）：デブラ・メッシング
ニューヨークに自分のデザイン事務所を持つ有能なインテリア・デザイナー。ユダヤ系のアメリカ人で、普段からそれとなく、ユダヤ教徒、ユダヤの行事などには興味をし、自らの信教にかなり熱心である。性格は明るいが、神経質なところもあり、実は物凄くワガママで自己中心的。普段は、とても良識のある人間像を理想としているものの、言動が一致しない。結局、自分がよければ他人はどうでもいいところがあり、その意味では共通点があるカレンやジャック、それを受け入れてくれるウィルと、上手く関係を結んでいる。実生活ではウィルなしでは生きられない程だらしのない女性だが、美人な上に根が素直で、純粋な性格のため誰も憎めない。ドラマの序盤でフィアンセのダニーと結婚するはずなのだが、ウィルの意見で結婚式当日に結婚を取りやめてしまった。大笑いをすると、「フゴッ！」と鼻がなってしまう癖がある。また、ファッションを楽しんでいるようにも思えるが、どこかずれたファッションをしているので、カレンからはいつもダメ出しをされている（ただし、デブラ・メッシング自身が実生活で、アメリカのゴシップ雑誌にファッション関係の写真として頻繁に掲載されているので、それを皮肉っている節がある）。その後、数人のボーイフレンドと付き合うものの長い間上手くいかなかった。遂にユダヤ系の医師レオと結婚したが、レオの浮気でそれも短期間で破綻。ドラマの終盤では妊娠と出産を経験（演じたデブラ・メッシングも実際に妊娠していた）。
ジャック・マクファーランド（本名は、ジョン・フィリップ・マックファーランド）（三ツ矢雄二）：ショーン・ヘイズ
エキセントリックでお喋りなゲイ。舞台俳優・シンガー・ダンサーを目指しているが才能はイマイチで、基本的に無職。表層的な性格、お金や高級品が大好きなところが一致するため、カレンと大の仲良し。なぜか自分をスーパーゲイだと勘違いしているのと、天然を通り越して極度の楽観主義者なので、どんなに不利なことも自分の都合のいいように解釈してしまう。更に、何事にもいい加減な性格のため、合衆国国税局から税金の無申告を指摘され、最後通牒の手紙が届いても、ウィルが大慌てをしたのとは対照的に全く無関心であったほど。極度のオネエなため、小学校時代、「ジャック・マクフェアリーランド」（フェアリー＝英語の隠語で「オカマ」に相当）と渾名をつけられて、いじめられていた経験から、学校が大嫌い。ステディな彼氏は存在せず、複数の男性と取っかえひっかえ付き合っては別れている。常にファッションと見た目に気を使い続けており、ウィルのクローゼットから無断で何でも拝借してしまう。反面、ウィルを友人として大切に思っており、ウィルをゲイとして自覚させるために奔走したのは彼だった。いつもウィルをいじって喜んでいるが、カミングアウトをした頃のウィルに恋をしていた。結果的にはウィルに「弟にしか見えない」と言われ振られてしまったので、素直には表現していないが、未だに心の底でウィルに対する想いを募らせているような場面は随所に見られる。なお、ドラマ中盤では看護師の才能があると気がつき、カレンとウィルの応援もあって看護学校に通うことになったものの、結局、看護士にはならず、ゲイ向けテレビ局の社員に落ち着く。
カレン・ウォーカー（安達忍）：メーガン・ムラーリー
グレイスの助手。大金持ちで、給料の小切手を貰っていても現金化しないことを暗黙の了解としている。パソコン・ファックスなど機械類は物凄く苦手なため、仕事は全然しない。また毒舌で、毎朝仕事場に来るとグレイスのファッションをけなし、そのことを生き甲斐としている。社交界では顔がかなり広く、グレイスに大口の顧客を紹介し、結果的にグレイスを助けることもある。かなりのファッション通、ナイスボディで甲高い声の女性。グレイスに「仕事中に連邦法に違反するのはもう終わったかしら？」と皮肉を言われるほど、ある種の「薬」の大ファンであり、常に服用している。また、アルコール依存症に近いことをウィルにもネタにされている。母親が根無し草で詐欺に近い行動を生業としていたため、長い間絶縁状態にあったが後に和解。その割には、自分もお金目当てでスタンリー・ウォーカーと結婚した。お金目当ての結婚と言い張っていたものの、夫スタンを心の底では愛していた。スタンが心筋梗塞を起こした時も影では相当な心配をしており、スタンが亡くなった時も深く傷ついていた。育った生活環境ゆえに大学を中退し、あまり知識がなさそうに見える反面、普段は披露することはないが、実はビジネスに関して知識が豊富で物凄く詳しく、グレイスの事業拡大を冷静に専門知識を駆使して分析し反対したこともあった。いつもグレイスを何かとけなしているが、実は彼女を尊敬している。素直ではないため「お金持ちで暇をもてあましている私が暇を潰すところなんていくらでもあるのに、なぜ私がグレイスの事務所にいるのかわかる？」と吐露している場面もある。メイドのロザリオとはいつも口喧嘩をしているが、切っても切れない親友を越えた仲。ヒスパニックであるロザリオに対しタブー視された人種主義的な発言を歯に衣を着せず言うことができるキャラクターはカレンのキャラクターならではの特権と言っていい。なお、ストレートの女性という設定ではあるものの、バイセクシュアル的な行動を見せることもある。
ロザリオ（巴菁子）：シェリー・モリソン
準レギュラー的な位置づけで、全シーズンを通して出演しているカレンの住み込みのメイド。メンバーズ・オンリー・ジャケットを常に着ており、食い意地が張っていて、安い食事を奢られただけでも喜んでしまう。カレンが若かった頃、ロザリオがナイトクラブで売り子のバイトをしている所をスカウトされてメイドになった。メイドの仕事に関しては一流の腕を誇っており、掃除、炊事、洗濯など家政全般を完璧にやり遂げるが、カレンの食器棚から銀食器や冷蔵庫から食べ物を無断でしょっちゅう拝借している。カレンとはかなり激しく口論するが、どちらも素直になれない性格だが、本当は親友を超えた仲。互いの言い分を無視して数秒間悪態をつき合い、同時に言い終わって抱き合う、というのがいつものパターン。故郷のエルサルバドルでは教師の仕事をしていて、アメリカへはMBAの取得目的で渡航したが、途中でカレンのメイドとなったために長い間不法滞在になっていた。カレンとウィルが共謀した救済案として、合衆国市民のジャックと偽装結婚をしてなんとか合法的に滞在出来るようになったが、ほっとしたのもつかの間、移民帰化局の抜き打ちの面接が入ったときには、カレンを完全に狼狽させてしまうほどに、実は心の奥底では繋がっている。元々グリーンカードの取得目的だったため、短期間で結婚自体は破綻するが、離婚後もジャックとは仲良し。

### その他の登場人物
スタンリー・ウォーカー
カレンの夫。画面には登場しないが、大柄な男性。カレンと酒場で意気投合してしまい、再婚をする。前妻の間には、2人の子供がいる。脱税で実刑を食らってしまうが、刑期を終えて愛人のロレーンと浮気しているところをカレンに目撃される。
オリビア / メイソン・ウォーカー
カレンの夫、スタンリーの連れ子。普段は、カレンとはあまりうまくいっていない（カレンはほったらかしにしている）ものの、影でカレンが見守っている。メイソンは、父、スタンリーと同じく、相当太っている（画面には登場しない）
ルーイス・ウィットリー
カレンの母親。容姿はカレンにそっくりであるが、声は低い。長年流れ者をしていて、詐欺まがいのことをして各地を放浪しながら生計を立てていた。そのため、カレンは悲惨な少女時代を送ることとなり、更にカレンの彼氏（ボーイッシュな女性だったことがその後、判明）をつまみ食いして奪ったため、カレンは家を飛び出し、長年関係が断絶していた。後に和解。
ボビー・アドラー        ：           デビー・レイノルズ
グレイスの母親。グレイスの故郷、スキャネクティティにて、舞台女優兼シンガーをしている。自分を大スターだと思い込んでおり（実際にある程度、世間に名の知れた舞台女優という設定）自信過剰で、グレイス同様、何時も自分が中心にいないと気が済まない。グレイスに性質がそっくりであり、それが故、最も苦手とする相手。“Told you so”という歌で、グレイスをけなすのが得意。
ジョージ・トゥルーマン
ウィルの父親。ウィルの理想の父親であり、優しく、とても紳士的な男性であったが、ティナという愛人と浮気し始めた頃から、多少、おかしくなっていた。その後、妻マリリンとは、それが理由で疎遠となり、同様にマリリンが浮気をした事が判明し、離婚。
マリリン・トゥルーマン
ウィルの母親。上流階級のアメリカ英語を話す淑女であり、ウィルを一番のお気に入りとしている。ただし、ティムというヨガインストラクターと浮気し、夫ジョージと離婚。
ティナ
ジョージの愛人。アリゾナ出身のナイスバディーの中年女性で、笑う時、甲高い声で笑う。ちょっとおかしな部分があり、奇行に走ったりと世間一般とはずれている。浮気するのが癖。ジョージとは、くっついたり離れたりしているものの、基本的には浮気を繰り返している。
ジュディス・マックファーランド
ジャックの実の母。まともそうに見える中年女性だが、どこかずれたところがあり、20数年間、ジャックがゲイであることに気が付かなかったり、とんちんかんな事をよくする。なお、60年代、プールパーティーでニクソン大統領のお面をつけた男性複数と夜を共にしたため、ジャックの本当の父親はわからないと述べている。（ただし、後に判明）
ロブ / エレン
ウィルとグレイスのコロンビア大学時代からの友人。現在会計士をしているロブは、ウィルと同じ寮に住んでいた。いつも、ゲームを4人でして、一回もウィルとグレイスに勝ったことがない。いつもウィルとグレイスにバカにされている。後に結婚して、エレンは出産。出産後のエレンは、なぜか攻撃的な性格になった。

### ゲスト
ゲストが非常に豪華であることも、このシリーズの特徴である。シリーズ初期には、たまにカメオ出演をするゲストスターがいたものの、中盤から後半にかけてその傾向が顕著になっていた。また、ゲストの中には、半シリーズから、複数のシーズンにわたり準レギュラーのような扱いのキャラクターに成長する者、（レオ/ハリー・コニックJrなど）、複数シーズンに渡り、たまに出演する者（バル/モリー・シャノンなど）がいたものの、多くは1回限り、単発の出演である。
数回〜複数シーズンにわたり出演したゲスト
- ハリー・コニック・Jr　グレイスの夫：レオ。本名はマービンだが、なぜかレオを名乗り続けたため、グレイスは結婚式まで本名を知らなかった。ユダヤ系の医師。最初はグレイスがウィルとの人工授精を試していた時期に出会ったため、拒絶されるが猛アタックによりグレイスとの結婚をする。浮気とその後の態度が原因でグレイスに三行半を突きつけられる。後にグレイスと飛行機で再会する。
- モリー・シャノン　ウィル達の隣人：バル。離婚をしてウィルのアパートに引っ越してきた奇人。美人でセクシーな女性だが、やることは滅茶苦茶。グレイスのバルミツバに贈られたオルゴールを盗んだり、グレイスのスケッチを盗んでデザイナー気取りをしてみたため、取っ組み合いの大喧嘩をした。また、アルコール依存症患者のグループに間違って入ってしまったグレイスを引きとめようと、カレンと大喧嘩をする。最後は、とてもきつい言葉（卑語）を大声でわめき散らすのがパターン。ジャック以外の主人公3人には嫌われている
- シドニー・ポラック　ウィルの父親：ジョージ。完璧な父親に見えたが、愛人ティーナと密会を繰り返していて、妻マリリンを奇行に走らせる原因となった。ただし、とてもウィルを大切に想っていた。ウィルの性的指向に関して言い争った数日後突然他界してしまい、ウィルは深く傷ついた。
- ブライス・ダナー　ウィルの母親：マリリン。上流階級の英語を話す女性。夫ジョージが頻繁に愛人ティーナと繰り返し浮気をするため、次第に壊れていって、奇妙な行動に走り始めた。
- ミニー・ドライヴァー　カレンの夫スタンの愛人ロレイン：イギリス出身の元監獄のウェイトレス。収監中のスタンに気に入られて愛人となるも、カレンと激しく対立。スタンを腹上死させたが、遺産はカレンに行ってしまった。
- ジョン・クリーズ　カレンの夫スタンの愛人ロレインの父親：カレンがロレインを探し出して痛めつけようとしていた時に出会った。ロレインが滞在中のホテルを2人が尋ねてきて、カレンを売春婦と間違えるものの、ひょんなことから、しばらくの間、恋仲になる。
- デビー・レイノルズ　グレイスの母親：ボビー。ニューヨーク北部、スキャネクティティー（グレイスの出身地）に住む大物舞台女優。楽天家で陽気であり、常に舞台のことを考えている自信家。グレイスはかなわない。
- ボビー・カナヴェイル　ウィルのボーイフレンドの警官：おっちょこちょいで頼りなく、しょっちゅう失敗を繰り返す。ウィルと出会ったのも、交通違反のキップにサインするのを忘れて法廷で争ったのが切っ掛け。

カメオ出演〜2回以下の出演のゲスト
- シャロン・オズボーン
- ロージー・オドネル　ジャックの遺伝的息子エリオットの母親：看護師をしていた昔、ジャックが精子バンクに提供した精子を使いエリオットを出産する。実はレズビアン。自分がレズビアンであることをエリオットには、伝えていない。ジャックと1度大喧嘩をするが、ジャックの純粋さ、誠実さを認め、仲直り。
- アンディ・ガルシア　カレンの恋愛の対象のレストランのオーナー：夫、スタンリーと死別したため、傷心していたカレンの心を逆手に取り、利用しようとした女たらしの中年紳士。商売のためとは言え、心無い仕打ちをカレンにしたり、カレンの女性としての魅力や年齢を酷評したため、グレイスを激怒させた。
- セス・グリーン　昔、子役として有名だった俳優。ジャックがゲイ専門チャンネルに就職してから始めてプロデュースをする番組の司会になるはずだった俳優。ただし、気性が極度に荒く、ケンカ別れして辞めてしまった。
- グレン・クローズ　写真家：普段は物凄く暗い人物だが、カフェイン入りの飲料、レッドブルを飲むと豹変する奇妙な写真家。ゲイの男性の頼みごとは断れない主義で、ウィル・グレイスが写真の出来に不満だったため、2回も写真の取り直しをする。グレイスがユダヤ系である事を下着で判断した。
- マコーレー・カルキン　カレンの離婚裁判の弁護士：スーピー。ロースクールを出たばかりの若造に見せかけて、ウィルを動揺させるが実はものすごく狡猾な弁護士。カレンにビキニワックスを買うように言って、札束を投げつける。
- ジェフ・ゴールドブラム　カレンの高校時代の同級生。生徒会長選挙でカレンに負けたことを根に持っていた大金持ち。後に、改心し、カレンに求愛するも断られる。
- シャロン・ストーン　ウィルの精神科医。ウィルの話を聞いたグレイスがいつものように調子に乗って、自分が注目されていため、ウィルから興味を反らそうとしたため、けんかになった。
- エリック・ストルツ　グレイスの大学時代の恋人で既婚者。グレイスとお互いに気持ちがあり、キスをグレイスに強引にしたため、グレイスが仕事を下りてしまった。
- クロエ・セヴィニー ニューヨークの半分を縄張りとするレズビアンカップルの不動産屋。グレイスがなんとかして誘惑し、ウィルとグレイスの不動産売買を妨害しないようにするものの、失敗する。
- ミラ・ソルヴィノ　ウィルがグレイスにカミングアウトして家を追い出された後、飛び込みで入ったパーティーでウィルが一度だけ関係を持った女性。ウィルは女性との関係をものすごく後悔し、一生で彼女以外の女性との関係を全く持っていない。グレイスの元夫レオと大学生の頃交際した経験があり、ウィル、グレイス、レオの4人の間ディナーの間、微妙な空気が流れたことがある。ウィルとの関係が生涯一度のオーガズムであったと告白している。
- マイケル・ダグラス　ゲイの警官：ゲイであることを遅く自覚したため、かなりの奥手。ウィルとはパソコンを盗まれた盗難事件で出会った。歯の間に物がはさまっているのを見るのが物凄く嫌い。ウィルに言い寄るものの、ジャックの入れ知恵で、ウィルがクッキーを食べたため、失望する。
- ジーナ・デイヴィス　グレイスの姉妹。長身のブルネット女性。グレイスとは違って、だらしのない女性で、いつもグレイスや家族が尻拭いをさせられ、家族にはあまり好かれていない。一度ウィルの入れ知恵で、まともな職場、生活を目指したが失敗。グレイスには自分よりおかしな姉が居ることを密かに安堵する。
- マット・デイモン　ゲイ・コーラスグループ内のジャックのライバル：ストレートだが賞品のヨーロッパ旅行をしたいために自分はゲイだと嘘をついていた。グレイスに誘惑される。
- エレン・デジェネレス　ウィルが車を売った修道女：3歳の時に動物園に行くと騙され修道院に預けられた女性。意地悪で、グレイスが車を買い戻したいといった時、無理難題をふっかける。
- エドワード・バーンズ　グレイスのかりそめの恋人。グリーティングカードの文言を考える仕事をしていて、小説や脚本を書いていたものの、機会がなかった。グレイスを通じ、テレビ局に勤めるジャックに取り入り、テレビドラマの撮影の脚本家になる。
- グレゴリー・ハインズ　ウィルの上司。
- ニール・パトリック・ハリス　ジャックが見つけた「Welcome home」という、元ゲイでストレートに戻った人達の集会の責任者。ジャックが一目ぼれをする。
- ウディ・ハレルソン　グレイスの恋人。アパートのランドリーで洗濯物の騒ぎがあったことが縁で暫く付き合っていたものの、結婚のプロポーズ方法が原因で、関係が悪化。グレイスを振って立ち去った。
- ジャック・ブラック　カレンを診察した医者。ちょっとジョークがキツすぎる、変人に見えるが、マンハッタンでも有数の腕を持つ医者。ウィルとカレンの前で、看護婦（妹）と性的な会話を平気でしながらイチャついた為、呆れられる。
- パーカー・ポージー　ジャックが、デパートで勤務していた時代の女性上司、ドリーン。ジャックに対して、かなり厳しい態度で接しているものの、ウィルに一目ぼれをする。
- アレック・ボールドウィン　スタンに雇われた男。
- ジュリアン・マクマホン　グレイス、ウィルと同じエレベーターに乗り合わせた美形の男性。結局彼がゲイなのかストレートなのかは分からないまま2人とも振られてしまった。
- マドンナ　カレンのルームメイト：音楽業界に勤めるキャリアウーマン。カレンが気まぐれに募集したルームメイト募集に応募して仲良くやっていたのに、男が原因で破綻。カレンの持つ不動産会社が、部屋を管理していたので、カレンに部屋を追い出される。
- ディラン・マクダーモット　ウィルの恋愛の対象。
- カムリン・マンハイム　霊能者：ずばりウィルの未来を言い当てる。優しいトーンの話し方をするが、飼い犬が霊視中に騒ぎ出した為「黙れ！1時間は黙れと言ったはずだ!!!」と激怒してウィルを驚かせた。
- デミ・ムーア　ジャックのベビーシッター：シシー。ベビーシッターをした子供が皆成長して、彼女を離れていくことを寂しく思っている。
- ジーン・ワイルダー　ウィルが勤務していた弁護士事務所「ドューセンット・スタイン」の創始者、スタイン氏。ドューセットが引退をしたため、一時的に事務所に戻ってきた。長年ヨーロッパ支社にいたとされているが、実は、精神を病んでいて、かなりドラスティックな言動を繰り返し、ウィルたちを困惑させる。

以下のゲストは自分自身の役で出演した。
- ケビン・ベーコン　ジャックがストーキング中、ドサクサにまぎれて、アシスタントになるも、ウィルをストーカーと勘違いしてしまう。
- シェール

1回目：シェールに変装したドラァグ・クイーンだとジャックが勘違いする。ジャックがシェールの物まねをしてみせて、呆れられた上に、しつこくやり続けたため、ジャックを平手打ちにした。
2回目：ジャックがはしゃぎ過ぎて、頭をぶつけて気絶していた時、夢の中で音楽の神様として登場する。ジャックが諦めかけていた舞台活動を続けるように励ます。
- エルトン・ジョン　ゲイの殺し屋として、ウィルの前に登場し、ジャックの妄想が現実だったと証明することになった。
- ジェニファー・ロペス　ジャックをバックダンサーとして雇うが、カレンのひどい楽曲のせいですぐに解雇された。
- サンドラ・バーンハード　家を転売するためにオープンハウスを開き、興味本位で来たウィルとグレイスに激怒した（2回同じことがあった）。
- ケイティ・コーリック　ウィルとレオが公園を散歩していて、番組の収録で、合同結婚式をしていた時、司会の仕事をつとめようとしていた。
- マルチナ・ナブラチロワ　カレンの回想シーンにて、1980年代ディスコでカレンの元恋人のレズビアンとして再会する。
- ジャネット・ジャクソン　ジェニファー・ロペスの紹介でバックダンサーをすることとなるが、ジャネットの気まぐれですぐに解雇される。
- ジョージ・タケイ　ジャックのテレビショーのゲストとして本人役で出演。

## エピソード
詳細は ウィル&グレイスのエピソード一覧 を参照。

## 日本での放送
日本では2002年 - 2003年にかけて、NHKで第2シーズンまでが放映されたが、それ以降は放送されてはいない。
2006年1月8日からFOXlife HDで、第7シーズンの第10話「クイーンたちの感謝祭（原題："Queens for a Day: Part 1"）」からが字幕版で放送されている。吹替え版や第1シーズンから第7シーズンの第9話までの放送予定は現在のところない。
2020年2月1日からNetflixで第1シーズンと第2シーズンが字幕版で配信されている。
| NHK総合テレビ 日曜0:25-0:50 | NHK総合テレビ 日曜0:25-0:50   | NHK総合テレビ 日曜0:25-0:50 |
| 前番組                      | 番組名                        | 次番組                      |
| --------------------------- | ----------------------------- | --------------------------- |
| ダーマ&グレッグ             | ふたりは友達? ウィル&グレイス | ポップジャム                |